# Ordre national des pédicures-podologues
En France, l’Ordre national des pédicures-podologues est un organisme professionnel, administratif et juridictionnel de défense et de régulation de la profession de pédicure-podologue.

## Histoire
Créé par la loi du 9 août 2004, l’Ordre national des pédicures-podologues (ONPP) est né des élections professionnelles de juin 2006.
L’existence de l’ONPP représente l’aboutissement d’une volonté commune des pouvoirs publics et de la profession. Dès les années 1970, cette dernière a souhaité se doter d’une instance ordinale pour asseoir sa représentativité, se réglementer et acquérir son autonomie. Ce fut une longue bataille menée par les syndicats professionnels. La reconnaissance de la profession au sein du monde de la santé s’est concrétisée, avec la loi du 4 février 1995, par la création d’un Ordre spécifique aux pédicures-podologues dont l’organisation et le fonctionnement ont été définis par le décret d’application du 16 mai 1997. Mais, durant l'été 1997, le nouveau gouvernement a bloqué l’arrêté devant fixer les élections et annulé ce nouvel Ordre.
Il a fallu attendre la loi 2004-806 du 9 août 2004, dite de Santé publique, pour que soit rétabli l'Ordre des pédicures-podologues.
Les dispositions régissant l’ONPP sont précisées dans son article 110 et dans l’ordonnance no 2005-1040 du 26 août 2005. Ces deux textes ont apporté les modifications nécessaires au code de la santé publique.
Enfin, le décret no 2007-1541 du 26 octobre 2007 a mis en place les bases du Code de déontologie, que doivent respecter tous les professionnels.

## Mission
La mission de l’ONPP concerne avant tout « l'organisation et la discipline de la profession dans un but d'intérêt général ». Ce rôle d'autorégulation se décline en cinq thèmes spécifiques : moral, administratif et réglementaire, juridictionnel, consultatif, et d’entraide. L’Ordre est aussi l’interlocuteur privilégié des patients ; il intervient auprès des pouvoirs publics dans le cadre de ses missions qu’il accomplit par l’intermédiaire de son Conseil national et de ses Conseils régionaux, dotés de la personnalité civile.

### Mission morale, déontologique et éthique
L'Ordre veille au maintien des principes de moralité, de probité et de compétence, ainsi qu’au respect, par tous ses membres, des droits, devoirs et obligations professionnels, comme des règles édictées par le Code de déontologie qu’il est chargé d’élaborer.

### Mission administrative et réglementaire
Il appartient à l'ordre d'établir et d'actualiser un tableau auquel ne peuvent être inscrits que les pédicures-podologues qui remplissent les conditions légales et de moralité requises pour exercer la profession. Cette inscription est obligatoire.
Le libellé des ordonnances et des plaques professionnelles, l'examen des contrats professionnels, l'exercice en sites multiples font l'objet de son attention.
L’Ordre veille à la compétence des professionnels, ce qui implique sa responsabilité dans les domaines de la formation initiale et continue comme dans l’évaluation des pratiques.

### Mission juridictionnelle, disciplinaire
Pour remplir sa mission déontologique, l’Ordre dispose d’un pouvoir disciplinaire au travers de ses juridictions, indépendantes de la structure administrative. Ce sont les chambres disciplinaires de 1re instance, régionales, et la chambre disciplinaire nationale, qui intervient en 2e instance (en appel des chambres régionales). L’Ordre a également un rôle de conciliation en amont de ces juridictions.

### Mission consultative
L'Ordre est l'interlocuteur, parfois même le conseiller des pouvoirs publics, notamment en donnant son avis sur les projets de règlements, de décrets ou de lois qui lui sont soumis par le Ministre chargé de la Santé. Il lui soumet aussi toutes propositions susceptibles de faire progresser la profession et son exercice au regard des besoins de santé publique.

### Mission d’entraide
L’Ordre peut organiser toute œuvre d’entraide au bénéfice de ses membres ou de leurs ayants droit.

## Structure
L'Ordre des pédicures-podologues se compose de deux structures, corrélées respectivement à la région et à l'échelon national.

### Les Conseils régionaux de l'Ordre

#### Attributions
Dans chaque région, un conseil régional de l'ordre des pédicures-podologues assure les fonctions de représentation de la profession dans la région.
Pour la bonne exécution des missions de l'Ordre, le conseil régional dispose, sous le contrôle du Conseil national, des attributions suivantes :
- il statue sur les inscriptions au tableau ;
- il veille à l'application et au respect du code de déontologie ;
- il veille à l'application et au respect, par ses conseillers et ses collaborateurs, du règlement intérieur régional ;
- il autorise le président de l'ordre à ester en justice, à accepter tous dons et legs à l'ordre, à transiger ou compromettre, à consentir toutes aliénations ou hypothèques et à contracter tous emprunts ;
- il gère ses biens, administre et gère ses ressources dans les limites fixées par le Conseil national ;
- il peut créer avec les autres conseils régionaux de l'ordre et sous le contrôle du conseil national, des organismes de coordination ;
- il étudie, en liaison avec le Conseil national, tous les sujets intéressant régionalement l'exercice de la profession. Il peut confier cette tâche à des commissions ;
- il assure la préservation, la valorisation et la promotion de la profession de pédicure-podologue pour permettre le plein accomplissement de l'exercice professionnel et des missions de santé qui sont confiées à ses membres ;
- il diffuse auprès des professionnels les règles de bonnes pratiques ;
- il organise des actions d'évaluation des pratiques de ces professionnels en liaison avec le Conseil national de l'Ordre et avec la Haute Autorité de santé (HAS) qui élabore ou valide les méthodes et les référentiels d'évaluation.

En application des articles L. 4123-2, R. 4123-18 à 21 du Code de la santé publique, le conseil régional a un rôle de conciliation lorsqu'un différend s'élève, par exemple, entre patients et pédicures-podologues et entre praticiens.

#### Composition
Le conseil régional est composé de membres élus parmi les pédicures-podologues exerçant à titre libéral et parmi les pédicures-podologues exerçant à titre salarié.
Les 12 conseils régionaux de l'Ordre des pédicures-podologues sont composés, en fonction des régions, de 4, 6 ou 9 membres titulaires et autant de suppléants.
Les douze régions sont regroupées en 7 interrégions.

### Le Conseil national de l'Ordre

#### Attributions
Le Conseil national de l'ordre des pédicures-podologues est composé de membres élus parmi les pédicures-podologues exerçant à titre libéral et parmi les pédicures-podologues exerçant à titre salarié ainsi que, avec voix consultative, d'un représentant du ministre chargé de la santé.
Le Conseil national fixe la politique et la stratégie d'actions de l'instance. Il veille à la bonne application des textes par les conseils régionaux.
Il est une force de réflexion et de proposition sur les sujets d'avenir, d'intérêt et de défense de la profession.
Le Conseil national donne son avis aux pouvoirs publics sur les projets de loi ou de règlements.

#### Composition
Il est composé de 20 membres élus par les conseils régionaux, d'un représentant du ministère et d'un conseiller d'État :
Bureau national (Juin 2021) :
- Eric PROU : Président
- Philippe LAURENT : vice-président délégué chargé des affaires internationales
- Xavier NAUCHE : vice-président chargé de l'exercice professionnel
- Laurent SCHOUWEY : vice-président chargé des affaires juridiques et des relations avec les conseils régionaux et interrégionaux de l'Ordre
- Karine POIRIER: déléguée aux affaires internes
- Brigitte TARKOWSKI : déléguée aux affaires juridiques
- Gilbert LE GRAND : trésorier général
- Guillaume BROUARD : secrétaire général

Autres membres élus :
- Fanny BERTHE
- Frédérique BIGOT
- Anne BRANCHU
- Cécile CAZALET RASKIN
- Florence COUTURE JOUBERT
- Elodie GORREGUES
- Delphine GRANGE PELAZZA
- Virginie HENNING
- Jérôme HOELLERER
- Guillaume LANUZA
- Sébastien MOYNE BRESSAND
- Philippe SAILLANT

Conseillers d'État :
- Gilles BARDOU, conseiller d'État titulaire
- Eliane CHEMLA, conseillère d'État suppléante

Les Représentants du Ministre chargé de la santé :
- Eric MAURUS
- Kartik MAYOURA

### Les juridictions ordinales
Pour veiller au maintien des principes de moralité et à l'observation, par tous ses membres, des droits, devoirs et obligations professionnels, ainsi que des règles édictées par le code de déontologie, l'ordre des pédicures-podologues dispose d'un pouvoir disciplinaire au travers de ses juridictions, indépendantes de la structure administrative et dont les règles de fonctionnement sont fixées par le Code de la santé publique.
Il s'agit des chambres disciplinaires de 1re instance, régionales, et de la chambre disciplinaire nationale. Cette dernière intervient en 2e instance (en appel des chambres régionales).
L'Ordre a d'abord un rôle de conciliation en amont de ces juridictions :
les pédicures-podologues doivent entretenir entre eux des rapports de bonne confraternité.
Aussi, un pédicure-podologue qui a un dissentiment avec un autre pédicure-podologue doit chercher la conciliation au besoin par l'intermédiaire du conseil régional de l'Ordre et de sa commission de conciliation. Il en va de même en cas de difficultés avec un patient.
L'Ordre intervient dès lors que l'un de ses membres fait l'objet de plaintes émanant d'un particulier, des pouvoirs publics, des organisations de consommateurs, des tribunaux, de la Sécurité sociale ou d'un autre pédicure-podologue... C'est le Conseil régional qui reçoit les plaintes. Après instruction et en dehors d'une éventuelle conciliation, si aucune solution amiable n'est trouvée, le Conseil régional transmet la plainte à la chambre disciplinaire de première instance qui instruit et juge l'affaire. En cas de sanction du pédicure-podologue, ce dernier a la possibilité de faire appel devant la chambre disciplinaire de seconde instance du Conseil national. En dernier recours, le Conseil d'État est sollicité comme instance de cassation.
Les juridictions ordinales peuvent prononcer des sanctions disciplinaires.
Les sanctions susceptibles d'être prononcées sont :
- l'avertissement ;
- le blâme ;
- l'interdiction temporaire avec ou sans sursis ou l'interdiction permanente d'exercer ;
- la radiation du tableau de l'Ordre.